# CWT
CWT (ehemals Carlson Wagonlit Travel) ist ein Anbieter im Management von Geschäftsreisen sowie von Meetings und Events. Das Unternehmen ist in 150 Ländern vertreten und beschäftigt rund 18.000 Mitarbeiter. Globale Unternehmenssitze sind in Paris (Frankreich) und Minneapolis (USA), der Unternehmenssitz für Central & Eastern Europe befindet sich in Eschborn bei Frankfurt am Main.

## Geschichte

### Wagonlit Travel
1872 gründete der belgische Unternehmer Georges Nagelmackers die Compagnie Internationale des Wagons-Lits (CIWL), die in den Folgejahren den Betrieb von Schlafwagen und Speisewagen in vielen europäischen Ländern übernahm. 1883 schickte die CIWL den Orient-Express erstmals auf die Fahrt von Paris nach Konstantinopel. Zunächst verkaufte Nagelmackers Fahrkarten und Hotelübernachtungen an den Stationen entlang von Zugstrecken. 1897 eröffnete er die erste Niederlassung von Wagons-Lits in Berlin. Das Unternehmen expandierte. 1900 existierten ca. 160 Verkaufsstellen in Europa und Nordafrika, 1906 öffnete das erste Büro in New York. 1928 entstanden aus dem Fahrkartenverkaufsstellen Reisebüros, die zusammen mit Thomas Cook betrieben wurden, nachdem die CIWL die Mehrheit an Thomas Cook erworben hatte. In den Folgejahren verfügte das Unternehmen über eine Flotte von Luxuszügen, die in Europa und dem Nahen Osten verkehrten. 1960 war Wagons-Lits Europas größtes Reiseunternehmen, 1967 firmierte das Unternehmen unter Compagnie Internationale des Wagons-Lits et du Tourisme. 1980 war Wagons-Lits das erste Reiseunternehmen in Europa, das Servicebüros in den Räumlichkeiten von Kunden betrieb. 1990 wurde das französische Unternehmen Accor Mehrheitsaktionär, das die Reisebürosparte ab 1994 als Wagonlit Travel bezeichnete.

### Carlson Travel Network
1888 gründete Ward G. Foster in St. Augustine/Florida das Reisebüro Ask Mr. Foster. Nach 25 Jahren Geschäftstätigkeit war Ask Mr. Foster in den USA landesweit vertreten. Seine Reisebüros befanden sich mehrheitlich in gehobenen Kaufhäusern und den besten Hotels. Curtis Carlson, Gründer der Gold Bond Stamp Company in Minneapolis/Minnesota, übernahm 1979 das Reisebüro. C. Carlson erwarb 1983 das größte kanadische Reisebüro P. Lawson Travel. 1990 firmierte Ask Mr. Foster um in Carlson Travel Network. AT-Mays in Großbritannien wird übernommen. 1992 erhielt Carlson Travel Network von General Electric das größte Reisebudget, das jemals von einem Reisebüro betreut wurde.

### Carlson Wagonlit Travel
1994 legten Carlson Companies, Inc. und die Accor Gruppe die Unternehmen Carlson Travel Network und Wagonlit Travel zusammen und gründen unter dem Namen Carlson Wagonlit Travel, eine der größten Organisationen für das Geschäftsreisemanagement. Die Eignerstruktur änderte sich im Jahr 2006. Carlson Companies, Inc. und One Equity Partners (OEP) erwarben den 50-Prozent-Anteil von Accor an CWT. Carlson wird Mehrheitseigner und hält nun 55 Prozent der Anteile, während OEP die verbleibenden 45 Prozent besitzt. One Equity Partners (OEP) überträgt im Jahr 2010 seine Anteile intern an eine andere Tochtergesellschaft der JPMorgan Chase & Co., Chase Travel Investment. 2014 wurde Carlson Companies, Inc, durch die Akquisition der Anteile von JPMorgan Chase & Co, mit 100 Prozent Anteilen zum alleinigen Eigentümer von CWT.

### CWT
Seit dem 18. Februar 2019 agiert das Unternehmen unter dem Namen CWT.

## Geschäftsbereich
Hauptgeschäftszweig ist das Management von Geschäftsreisen, d. h. die Beratung und Betreuung von Unternehmen sowie die Organisation und Buchung von Geschäftsreisen. 

## Management
- Michelle McKinney Frymire wurde am 1. Mai 2021 zum Chief Executive Officer berufen.